# Crvena
Crvena boja:
- nastaje miješanjem sljedećih boja: magenta i žuta
- ima u RGB-u vrijednost (255, 0, 0) decimalno ili FF0000 heksadecimalno
- s plavom i žutom bojom čini osnovne boje

Značenja:
- kršćanstvo - Jedna od liturgijskih boja. Znakom je Duha Svetoga i mučeništva. Simbolizira Duha Svetoga "koji je na dan Pedesetnice sišao nad apostole u obliku ognjenih jezika".[1]